# Wahlkreis Gera – Süd
Der Wahlkreis Gera – Süd war ein Landtagswahlkreis zur Landtagswahl in Thüringen 1990, der ersten Landtagswahl nach der Wiedergründung des Landes Thüringen. Er hatte die Wahlkreisnummer 28.
Der Wahlkreis umfasste die südlichen Stadtteile der ehemaligen Bezirksstadt Gera. 
Mit der Landtagswahl in Thüringen 1994 ging der Wahlkreis Gera – Süd im Wahlkreis Gera II auf. 

## Ergebnisse
Die Landtagswahl 1990 fand am 14. Oktober 1990 statt und hatte folgendes Ergebnis für den Wahlkreis Gera – Nord:
| Direktkandidat  | Partei (Kürzel) | Erststimmen (%) | Zweitstimmen (%) |
| --------------- | --------------- | --------------- | ---------------- |
| Matthias Ritter | CDU             | 36,4            | 34,7             |
|                 | Chr. L          | -               | 00,1             |
|                 | DFD             | 01,2            | 00,8             |
|                 | REP             | -               | 00,7             |
|                 | DBU             | 00,4            | 00,3             |
|                 | DSU             | 04,7            | 04,1             |
|                 | F.D.P.          | 08,7            | 09,1             |
|                 | LL-PDS          | 16,3            | 17,2             |
|                 | NPD             | -               | 00,5             |
|                 | NFGRDJ          | 07,9            | 07,4             |
|                 | SPD             | 23,4            | 24,5             |
|                 | UFV             | 00,9            | 00,7             |

Es waren 49.319 Personen wahlberechtigt. Die Wahlbeteiligung lag bei 66,1 %.  Als Direktkandidat wurde Matthias Ritter (CDU) gewählt. Er erreichte 36,4 % aller gültigen Stimmen.